# Pyrrhobryum setosum
Pyrrhobryum setosum är en bladmossart som beskrevs av Mitten 1868. Pyrrhobryum setosum ingår i släktet Pyrrhobryum och familjen Rhizogoniaceae. Inga underarter finns listade i Catalogue of Life.